# La Vocation suspendue
Pour plus de détails, voir Fiche technique et Distribution.
La Vocation suspendue est un film français réalisé par Raoul Ruiz, sorti en 1978, adapté du roman éponyme de Pierre Klossowski.

## Synopsis
L'histoire de Jérôme, qui s'interroge sur sa vocation de prêtre, racontée à partir d'images en noir et blanc, et d'autres, en couleurs, avec d'autres acteurs. Jérôme doit faire face aux querelles théologiques qui traversent la communauté à laquelle il appartient, aux dissensions entre les Jésuites et les partisans de la Vierge, aux soupçons qui pèsent sur lui.

## Fiche technique
- Titre : La Vocation suspendue
- Réalisation : Raoul Ruiz
- Scénario : Raoul Ruiz, d'après le roman éponyme de Pierre Klossowski
- Image : Sacha Vierny et Maurice Perrimond
- Son : Jean-Claude Brisson et Xavier Vauthrin
- Décors : Bruno Beaugé
- Costumes : Rosine Venin
- Montage : Valeria Sarmiento
- Musique : Jorge Arriagada
- Société de production : Institut national de l'audiovisuel, collection Caméra Je
- Pays de production :  France
- Format : couleurs et Noir et blanc
- Genre : drame
- Durée : 95 minutes
- Date de sortie : 
  - France : 27 juillet 1978 (TF1)

## Distribution
- Didier Flamand : Jérôme n°1
- Pascal Bonitzer : Jérôme n°2
- Maurice Bénichou : Le membre de la Dévotion n°1
- Pascal Kané : Le membre de la Dévotion n°2
- Édith Scob : Mère Angélique n°1
- Frédérique Meininger : Mère Angélique n°2
- Gabriel Gascon : Le père-confesseur
- Daniel Gélin : Malagrida
- Jean Rougeul : Euthanasien Persienne
- Geneviève Mnich : Sœur Théophile
- François Simon : La montagne
- Huguette Faget : La vendeuse de statues
- Jean Frapat : L'abbé noir
- Jean Lescot : Le père-maitre n°1
- Marcel Imhoff : Le père-maitre n°2
- Jean Badin : L'ami
- Sylvie Herbert : Sœur Vincent
- Daniel Isoppo : Le frère convers
- Raoul Guillet : Le supérieur
- Françoise Vercruyssen : La femme
- Isidro Romero : Le prieur n°1
- Gérard Berner : Le prieur n°2
- Éric Burnelli : Le frère peintre
- Jean-Robert Viard : L'évêque
- Alexandre Tamar : Le membre de la Dévotion n°3
- Paul-Éric Shulmann : L'enfant

## Distinctions
- Grand Prix au Festival du film d'auteur de San Remo 1978